# Numicia elisabethana
Numicia elisabethana är en insektsart som beskrevs av Synave 1962. Numicia elisabethana ingår i släktet Numicia och familjen Tropiduchidae. Inga underarter finns listade i Catalogue of Life.